# Fiorentina (Piombino)
Fiorentina è una frazione del comune di Piombino periferia nord-est del centro cittadino.

## Storia
In origine la zona era conosciuta come Osteria, vista la presenza di un'attività commerciale di questo tipo; il nome "Fiorentina" fu attribuito successivamente, quando il locale fu preso in gestione da una donna di Firenze.
Nata come semplice località rurale lungo la via della Principessa e sviluppatasi attorno all'osteria sopracitata, negli ultimi decenni del XX secolo ha vissuto uno sviluppo urbanistico notevole che l'ha trasformata da villaggio di poderi e poche case in un moderno insediamento residenziale. L'osteria sopracitata è tuttora presente ed è divenuta un bar.

## Economia
Grazie alla posizione strategica è sede di numerose agenzie di trasporti e di un importante mercato ittico.

## Infrastrutture e trasporti
È un fondamentale snodo viario e ferroviario: servita dall'omonima stazione lungo la ferrovia Campiglia Marittima-Piombino Marittima, si trova nel punto di convergenza delle tre strade di accesso alla città di Piombino: SS398 raccordo Aurelia (da est), via della Principessa (da nord) e via della Base Geodetica (da sud).